# Battaglia di Glorieta Pass
La battaglia di Glorieta Pass, combattuta il 26-28 marzo 1862 nel Territorio del Nuovo Messico settentrionale, fu una battaglia decisiva della campagna del Nuovo Messico nel corso della guerra di secessione americana. Soprannominata "Gettysburg dell'ovest" (termine "utile ai romanzieri piuttosto che agli storici") da alcuni scrittori, era considerata dai Confederati la chiave della sconfitta dell'Unione ad ovest lungo le pendici delle Montagne Rocciose. Fu combattuta al Glorieta Pass nei monti Sangre de Cristo in quello che oggi è il Nuovo Messico.
Ci fu una schermaglia il 26 marzo tra le avanguardie dei due eserciti, mentre la battaglia principale avvenne il 28 marzo. Nonostante i Confederati siano riusciti a respingere i soldati dell'Unione attraverso il passo, dovettero ritirarsi quando il convoglio dei rifornimenti fu distrutto e molti dei loro cavalli e muli uccisi o messi in fuga. Alla fine i Confederati dovettero ritirarsi prima nel Territorio Confederato dell'Arizona e poi in Texas. Glorieta Pass rappresentò quindi il picco della campagna.

## Storia

### La campagna del Nuovo Messico
La Confederazione aveva istituito il Territorio Confederato dell'Arizona nel 1862, comprendendo le metà meridionali delle attuali Arizona e Nuovo Messico, dopo la secessione indetta dai residenti. Il territorio aveva la capitale a Mesilla, fuori dall'attuale Las Cruces. L'obiettivo strategico era quello di conquistare le miniere d'oro e argento della California e del Territorio del Colorado, oltre ai porti della California meridionale.
I comandanti della campagna del Nuovo Messico erano il confederato Henry Hopkins Sibley e l'unionista Edward Canby. Sibley, la cui missione era quella di conquistare Fort Craig, sconfisse Canby nella battaglia di Valverde di febbraio ricacciandolo nella sua fortezza, senza però riuscire a costringerlo ad arrendersi. Sibley superò la fortezza, ed avanzò lungo la valle del Rio Grande fino a conquistare Santa Fe il 10 marzo. Canby rimase a Fort Craig per tagliare il sostegno logistico di Sibley dal Texas e per attendere rinforzi prima di riprendere l'offensiva. Sibley stabilì il quartier generale nel magazzino abbandonato dall'Unione di Albuquerque.
A marzo Sibley inviò 200 o 300 confederati texani comandati dal maggiore Charles Lynn Pyron in ricognizione al Glorieta Pass, un punto strategico del Santa Fe Trail sull'estremità meridionale dei monti Sangre de Cristo a sudest di Santa Fe. Il controllo del passo avrebbe permesso ai Confederati di entrare nelle High Plains per assaltare Fort Union, la roccaforte dell'Unione posta lungo la rotta d'invasione verso il passo di Raton. Sibley voleva anche utilizzare sei compagnie del colonnello Tom Green per bloccare l'estremità orientale del Glorieta Pass, isolando le posizioni difensive dell'Unione nei Sangre de Cristos.

### Lo svolgimento della battaglia
Confederati
     Unione

Battaglia di Glorieta Pass: azioni del 28 marzo
Confederati
Unione

I Confederati erano guidati da Charles L. Pyron e William Read Scurry. Nello scontro del 26 marzo Pyron guidava il proprio battaglione del 2º fucilieri a cavallo del Texas, quattro compagnie del 5º fucilieri a cavallo del Texas del maggiore John Shropshire, e due cannoni. Gli uomini di Scurry comprendevano nove compagnie del 4º fucilieri a cavallo del Texas comandati dal maggiore Henry Raguet, cinque compagnie del 7º fucilieri a cavallo del Texas del maggiore Powhatan Jordan e tre cannoni.
I soldati dell'Unione erano guidati dal colonnello John P. Slough del 1º fanteria del Colorado, con unità al comando del maggiore John Chivington. Nello scontro del 26 marzo Chivington aveva tre compagnie di fanteria ed una di cavalleria del 1° Colorado, ed un distaccamento del 1º e 3º reggimento di cavalleria. Durante la battaglia del 28 marzo Slough comandò in prima persona nove compagnie del 1° Colorado, un distaccamento del 1º, 2º e 3º reggimento di cavalleria e due batterie d'artiglieria. Chivington comandò cinque compagnie del 5º fanteria, una compagnia del 1° Colorado, la compagnia indipendente di James Hobart Ford del 2° Colorado ed alcune milizie del Nuovo Messico.
Prima della battaglia gli uomini dell'Unione fecero una marcia forzata da Denver attraverso il passo di Raton fino a Fort Union, per poi arrivare al Glorieta Pass coprendo la distanza di 600 km in 14 giorni. Il combattimento iniziò poco dopo il loro arrivo al campo di battaglia, lasciando loro poco tempo per recuperare.

#### Apache Canyon
I 300 uomini di Pyron si accamparono nell'Apache Canyon, ad un'estremità del Glorieta Pass, lasciando un picchetto di 50 uomini sulla cima del passo. Chivington portò 418 soldati al passo e la mattina del 26 marzo iniziò a prepararsi all'attacco. Dopo mezzogiorno gli uomini di Chivington catturarono il picchetto trovando dietro loro l'esercito principale. Chivington avanzò verso loro, ma la l'artiglieria di questi li respinse. Raggruppò i propri uomini, divise le forze sui due lati del passo, prese i Confederati in un fuoco incrociato e li obbligò a ritirarsi poco dopo. Pyron si ritirò per circa 2,5 km fino ad una stretta parte del passo formando una linea prima dell'arrivo di Chivington. Le forze dell'Unione colpirono di nuovo ai fianchi Pyron. Pyron ordinò un'altra ritirata, ma l'arretramento dell'artiglieria provocò caos tra i Confederati, i quali iniziarono a combattere in gruppi separati. Chivington ordinò ad una compagnia a cavallo del Colorado di caricare frontalmente l'artiglieria; questa carica ebbe successo e catturò molti Confederati mettendo in fuga il resto. Non sapendo se i rinforzi Confederati fossero vicini, Chivington si ritirò nel campo di Ranch Kozlowski per attendere Slough ed il suo gruppo. La piccola vittoria diede morale all'esercito di Slough.
Il giorno dopo non ci furono scontri, dato che entrambe le parti ricevettero rinforzi. Le truppe di Scurry giunsero alle 3 del mattino del 27 marzo, portando le forze confederate a circa 1100 uomini e cinque cannoni; come ufficiale più anziano Scurry prese il comando dell'intera forza confederata. Pensando che avrebbe attaccato di nuovo, ed aspettando l'arrivo di Green a momenti, Scurry decise di attendere per l'intera giornata, scavando trincee per i fucilieri. Slough giunse la mattina presto del 28 marzo con circa 900 uomini, portando il totale dell'Unione a 1300.

#### Glorieta Pass

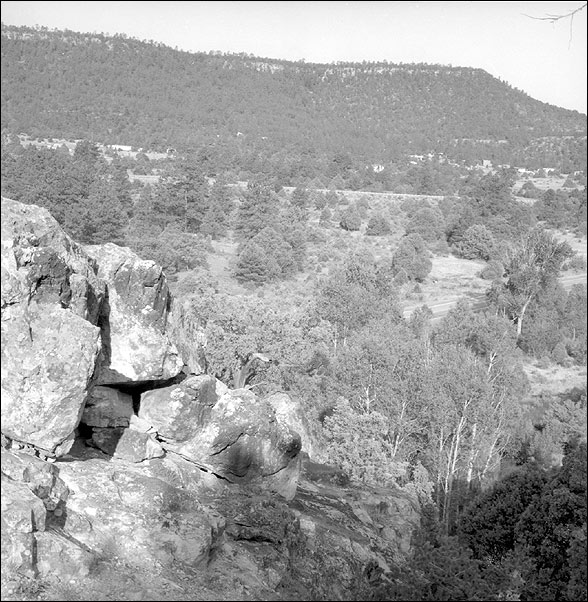
Campo di battaglia di Glorieta Pass. La fotografia fu scattata nel 1990 da Sharpshooter's Ridge, poco a nord di Ranch Pigeon. Fu qui che si trovava il fianco sinistro dell'Unione l'ultimo giorno di combattimento.

Sia Scurry che Slough decisero di attaccare il 28 marzo di buona mattina. Pensando che i Confederati sarebbero rimasti ad Apache Canyon, Slough inviò il maggiore Chivington con due battaglioni di fanteria comandati da Lewis e Wynkoop, con l'ordine di accerchiare Glorieta Pass e colpire i texani al fianco quando Slough avrebbe colpito centralmente. Chivington fece come ordinato ed i suoi uomini attesero sopra il passo l'arrivo di Slough e del nemico. Ma invece di rimanere ad Apache Canyon come Slough si aspettava, Scurry lo discese velocemente. Scurry si aspettava che l'Unione si stesse ritirando a Fort Union, ed aveva deciso di attaccarli fino all'arrivo di Green. Un cannone e pochi uomini furono lasciati a Ranch Johnson, il resto dei Confederati, oltre mille soldati, marciarono ad est lungo il sentiero di Santa Fe.
Quando Slough trovò i texani così avanzati li attaccò, colpendoli verso le 11:00 a quasi un chilometro da Ranch Pigeon. Un battaglione di quattro compagnie del 1° Colorado guidato dal tenente colonnello Samuel Tappan, sostenuto da entrambe le batterie, si dispiegò lungo il tracciato. I Confederati smontarono da cavallo e si disposero in linea attraverso il canyon, ma il terreno obbligò alcune compagnie a mescolarsi. Tappan riuscì inizialmente a tenere la posizione per mezz'ora, ma la superiorità numerica dei Confederati permise loro di guadagnare terreno attorno a mezzogiorno. I Federali furono ricacciati in confusione prima di attestarsi negli edifici del ranch. Slough riorganizzò i propri uomini poche centinaia di metri più vicino a Ranch Pigeon, con le quattro compagnie di Tappan ed una batteria di artiglieria su una collina a sinistra, mentre l'altra batteria sosteneva le due compagnie al centro e le altre due compagnie si misero a destra.
Scurry lanciò un attacco su tre fronti all'Unione: a Pyron e Raguet fu ordinato di attaccare la destra dell'Unione, a Shropshire la sinistra, mentre il resto dei Confederati avrebbe attaccato il centro, sostenuto dall'artiglieria. L'attacco alla sinistra dell'Unione fu respinto, Shropshire fu ucciso, al centro ci fu uno stallo mentre l'artiglieria fu obbligata a ritirarsi dopo che un cannone fu messo fuori uso. L'attacco centrale fu in stallo, con i Confederati che combattevano in squadre "con una disperazione mai eguagliata in altri scontri della guerra". Attorno alle 15:00 i Confederati riuscirono a sfondare il fianco destro dell'Unione, ma Raguet fu ferito mortalmente. Dal crinale a destra (noto dopo la battaglia come "Sharpshooters Ridge", il crinale del cecchino), i Confederati iniziarono ad abbattere artiglieri e fanti posti sotto di loro, mentre Scurry iniziava a pressare di nuovo il centro dell'Unione. Questo rese indifendibile la posizione dell'Unione, obbligando Slough ad ordinare al ritirata. Tappan organizzò le compagnie sul fianco sinistro trasformandole in retroguardia. Slough riformò la propria linea un chilometro ad est di Ranch Pigeon, dove ci fu una schermaglia che durò fino al crepuscolo. Slough si ritirò a Ranch Kozlowski, lasciando Scurry in possesso del campo.

#### Ranch Johnson
Nel frattempo il capo dei volontari del Nuovo Messico, il tenente colonnello Manuel Chaves del 2º fanteria del Nuovo Messico, informò Chivington del fatto che i propri ricognitori avevano identificato un convoglio di rifornimenti confederati nei pressi di Ranch Johnson. Dopo averli osservati per un'ora, Chivington scese dal pendio ed attaccò, mettendo in fuga o catturando la piccola guarnigione con pochi caduti su entrambi i fronti. Saccheggiarono ed incendiarono otto carri di rifornimenti, presero un cannone ed uccisero o misero in fuga 500 cavalli e muli prima di tornare a Ranche Kozlowski. Senza rifornimenti con i quali sostenere l'avanzata, Scurry non ebbe scelta se non quella di ritirarsi a Santa Fe, primo passo della lunga marcia verso San Antonio, Texas. I Federali bloccarono altre incursioni confederate a sudovest. Glorieta Pass fu il punto di svolta della guerra nel Territorio del Nuovo Messico.
Uno dei ricognitori di Chaves era Anastasio Duran. Egli si trovava con l'esercito federale a Fort Union, ed era un abitante di Chaperito in Nuovo Messico. Duran fu considerato un "Comanchero" dagli ufficiale dell'U.S. Army; ed era famoso per le capacità di caccia, molto esperto del terreno. Duran guidò i ricognitori che portarono l'Unione ad attaccare i Confederati oltre le loro linee nella battaglia di Glorieta Pass.
Parte del campo di battaglia è oggi contenuto nel Pecos National Historical Park.

## Le controversie
Molti abitanti del Nuovo Messico contestano il fatto che Chivington sarebbe stato l'eroe di Ranch Johnson. Alcuni abitanti di Santa Fe danno il merito ad un ufficiale del Bureau of Indian Affairs, James L. Collins, dicendo che fu lui a suggerire l'attacco ai rifornimenti. La verità è che Chivington fu mandato nella speranza di colpire il fianco, e la scoperta del convoglio di rifornimenti fu una fortunata sorpresa. Ma Chivington fu accusato di aver quasi perso l'occasione. La legislatura del Territorio del Nuovo Messico adotto una risoluzione il 23 gennaio 1864 che non citava Chivington ma chiedeva al presidente Lincoln di promuovere William H. Lewis e Asa B. Carey, entrambi ufficiali, per l'ottimo servizio prestato in battaglia. L'8 marzo il Rio Abajo Press di Albuquerque scrisse delle "lamentele del colonnello Chivington circa il furto del merito da parte del capitano William H. Lewis". Non citò invece Carey. Secondo quest'editoriale "alcuni del gruppo" suggerirono l'attacco, che Chivington accolse dopo "due ore di discussione", e che Lewis guidò l'attacco mentre Chivington stava "guardando la scena da lontano".
Un'accusa più grave rivolta a Chivington fu che se avesse accelerato i rinforzi a Slough non appena uditi gli spari provenienti da Ranch Pigeon, i suoi 400 uomini avrebbero fatto oscillare l'ago della bilancia a favore dei Federali, soprattutto se li avesse guidati sul fianco di Scurry come ordinato.

## Gli effetti della vittoria dei confederati

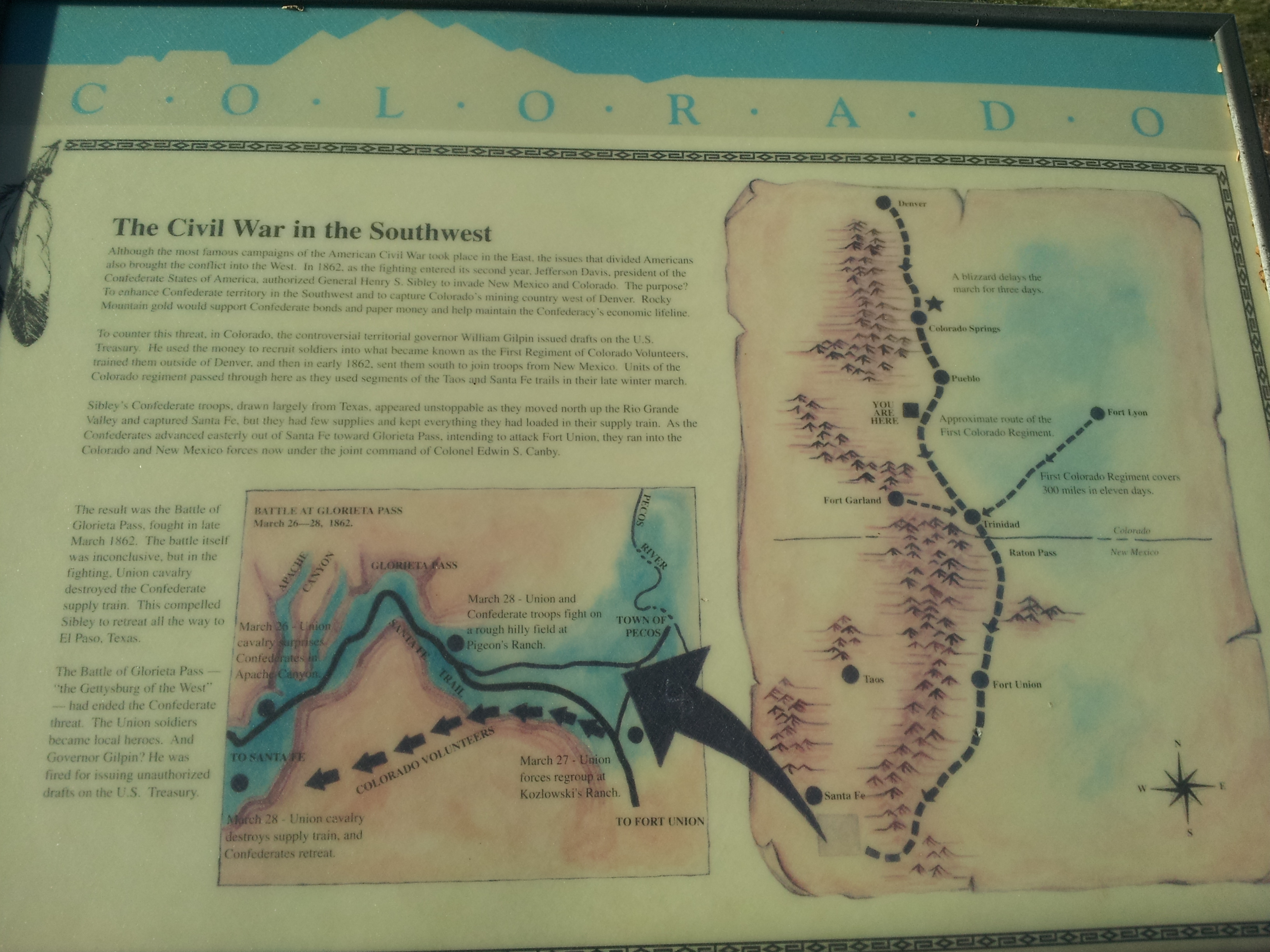
Cartello di segnalazione di Glorieta Pass a Cuerno Verde Rest Area, Colorado

Alla fine la battaglia di Glorieta Pass si rivelò molto importante. Per prima cosa, nonostante il fatto che i Confederati conquistarono il campo, furono obbligati a ritirarsi a Santa Fe a causa della distruzione dei rifornimenti, ed abbandonare infine il Territorio del Nuovo Messico. Per seconda cosa la battaglia di Glorieta sventò il piano di Sibley di raggiungere l'obiettivo principale: la cattura della grande base federale di Fort Union. La caduta di Fort Union avrebbe distrutto la resistenza federale in Nuovo Messico, ed obbligato l'Unione a ritirarsi a nord del passo di Raton nel Territorio del Colorado.
Alla fine il sogno di una roccaforte confederata nel sudovest si rivelò impraticabile; il Nuovo Messico non forniva abbastanza cibo o sussistenza per una prolungata occupazione confederata. Inoltre l'invasione della "California Column" federata verso est nel Territorio del Nuovo Messico durante l'estate del 1862 avrebbe seriamente compromesso il controllo confederato nella regione.

## Conservazione del campo di battaglia

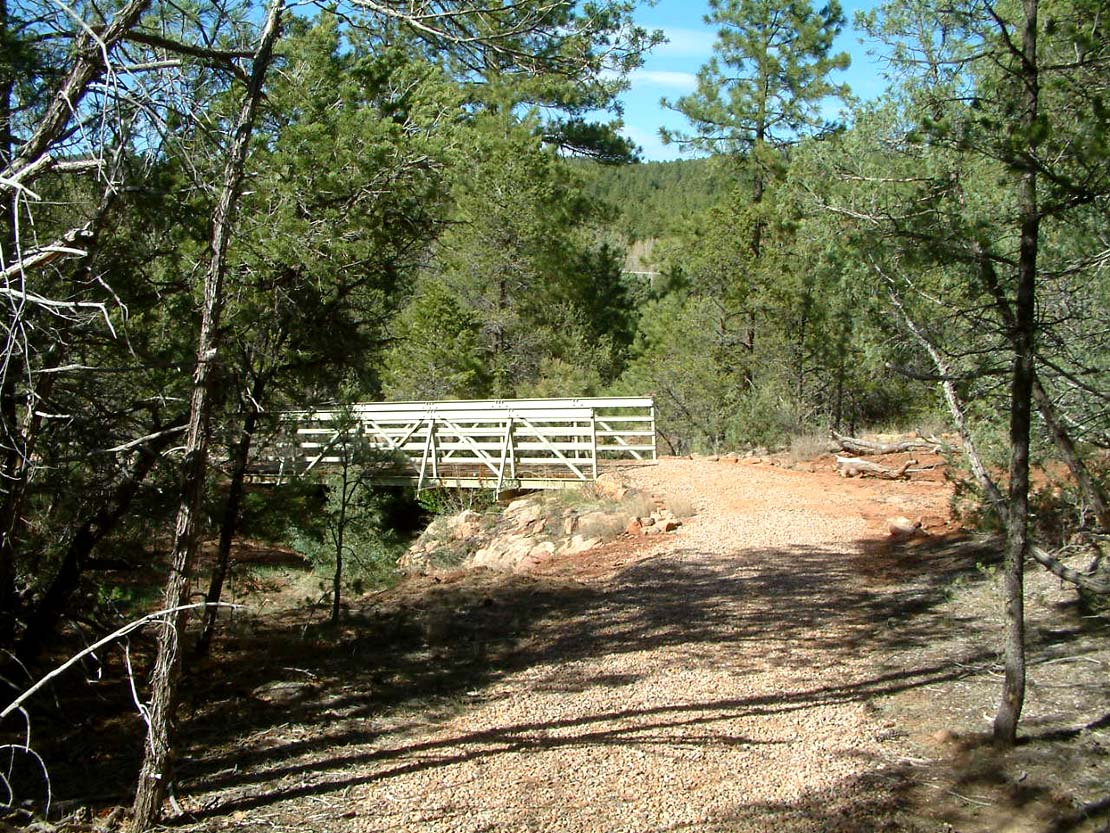
Il campo di battaglia nel 2012

Nel 1993 la Civil War Sites Advisory Commission istituita dal Congresso emise il "Report on the Nation's Civil War Battlefields". Alla commissione si chiedeva di identificare i più importanti luoghi di battaglia della nazione, fornendo al Congresso consigli sulla loro conservazione.
Dei circa 10500 scontri della guerra di secessione americana, 384 (3,7%) furono identificati dalla commissione luoghi di importanti battaglie e classificati secondo l'importanza ed il rischio di perdita. La battaglia di Glorieta Pass ricevette il voto più alto dalla commissione, Priorità I (Classe A). I campi di battaglia di Classe A rappresentano operazioni strategiche importanti con un impatto diretto sul corso della guerra. Questa valutazione pone Glorieta Pass allo stesso livello di Gettysburg e Antietam. Il voto di Priorità I identifica Glorieta Pass come non solo uno dei più importanti, ma anche uno dei più a rischio del paese. Solo 10 altri campi di battaglia hanno ricevuto il Priorità I (Classe A). La commissione ha raccomandato al Congresso di impegnarsi per la conservazione dei Priorità I.
Dal 1993 una parte del campo di battaglia del Glorieta Pass è diventato parte del National Park Service. Il Glorieta Pass (Ranch Pigeon) comprende circa il 20% del campo di battaglia complessivo. Il restante 80% è di proprietà privata. Il campo di battaglia di Glorieta Pass è gestito dal Pecos National Historical Park e sostenuto dalla Glorieta Battlefield Coalition, un'organizzazione no profit di cittadini.
Il campo di battaglia di Glorieta Pass è anche un National Historic Landmark, ovvero un luogo di eccezionale valore o qualità per l'illustrazione o l'interpretazione del retaggio degli Stati Uniti d'America. Meno di 2500 luoghi della nazione hanno questo onore.

## Raffigurazioni nella cultura di massa
La battaglia viene descritta nel romanzo storico Glorieta Pass di Patricia Gay Nagle.
Il film del 1966 di Sergio Leone intitolato Il buono, il brutto, il cattivo fa riferimento alla battaglia, ambientando una scena durante la ritirata di Sibley.
Gli eventi di Ranch Johnson sono descritti nel romanzo di Elmer Kelton del 2009 intitolato Many A River, con alcune modifiche per adattarli alla trama.
La battaglia viene citata nel fumetto TEX; il ranger e i suoi compagni d'avventure si trovano a passare nelle vicinanze, e trovano una spada di un ufficiale sudista; Tex Willer racconta così di aver partecipato all'attacco al ranch e incontrato tempo dopo nuovamente il sudista per un evento indirettamente collegato alla battaglia.